# Acanthoclinus littoreus
Acanthoclinus littoreus es una especie de peces de la familia Plesiopidae en el orden de los Perciformes.

## Morfología
• Los machos pueden llegar alcanzar los 12,6 cm de longitud total.

## Distribución geográfica
Se encuentran en Nueva Zelanda.